# Mathias Zopfi
Mathias Zopfi, né le 14 décembre 1983 à Glaris Sud (originaire du même lieu), est un avocat et homme politique suisse, membre des Verts. Il est député du canton de Glaris au Conseil des États depuis décembre 2019.

## Biographie
Mathias Zopfi naît le 14 décembre 1983 à Glaris Sud. Il en est également originaire.
Il grandit à Engi, dans le canton de Glaris et étudie le droit à l'université de Zurich, où il décroche une licence en 2011. Il obtient son brevet d'avocat en 2013, après avoir travaillé comme greffier au Tribunal cantonal jusqu'en 2012, et sa patente de notaire en 2015. Il exerce dans un cabinet qu'il a cofondé en 2017. Il dirige en parallèle un magasin de réparation de véhicules.
Il a le grade de capitaine à l'armée et a notamment été juge suppléant au Tribunal militaire d'appel de la justice militaire.
Il est en couple et habite à Engi.

## Parcours politique
Il participe à la création de la section glaronaise de la Jeunesse socialiste. Engagé comme secrétaire des Verts glaronais, il adhère ensuite rapidement à ce dernier parti.
Il siège au Conseil communal (exécutif) de la commune de Glaris Sud de 2010 à 2022, où il dirige le département de l'économie et des finances et occupe le poste de vice-président,,.
Il est également membre du Landrat du canton de Glaris depuis septembre 2011 et le préside en 2017-2018,,. Il est le premier Vert à présider le parlement glaronais et le deuxième plus jeune titulaire du poste.
En octobre 2019, il crée la surprise en décrochant un siège au Conseil des États, au détriment du sortant de l'UDC Werner Hösli (5684 voix contre 5432),. Il est le premier Vert glaronais élu au Parlement fédéral. C'est également la première fois qu'un sortant n'est pas réélu dans ce canton. Il siège au sein de la Commission des transports et des télécommunications (CTT), de la Commission de la politique de sécurité (CPS), de la Commission des institutions politiques (CIP), qu'il préside de novembre 2021 à octobre 2023, et de la Commission judiciaire (CJ).
Il est largement réélu en octobre 2023.

### Positionnement politique
Qualifié par les observateurs d'écologiste plutôt conservateur ou modéré, il se situe selon une analyse du Temps de 2023 « à gauche sur les questions environnementales, à droite sur les questions économiques et financières ». Il se qualifie lui-même de Vert pragmatique.